# Nicolae N. Săveanu
Nicolae N. Săveanu (n. 11 octombrie 1866, Bârlad, Tutova, România – d. 1952, București, România) a fost un om politic și profesor român.

## Biografie
Nicolae N. Săveanu s-a născut în Bârlad și a fost primul fiu al lui Nicolae Săveanu (1840-1922), om politic, primar al orașului Focșani și al Smarandei Săveanu, născută Philippide, sora lingvistului Alexandru Philippide.
A urmat studii de drept și filosofie la Universitatea din București și a fost, ulterior, profesor de filozofie.
Săveanu a devenit ulterior un membru marcant al Partidului Național Liberal și a fost ales pentru prima dată în Camera Deputaților în 1898. El a fost numit prefect al județului Putna în februarie 1901, al județului Prahova în august 1902 și din nou al județului Putna (decembrie 1902 - decembrie 1904 și martie 1907). El a fost ales în Senat în 1907. A îndeplinit funcția de secretar general al Ministerului de Interne de două ori: iulie 1908 - decembrie 1910 și 1914-1918. În guvernul condus de Ion I.C. Brătianu, a fost ministrul sănătății publice și ocrotirii sociale (30 octombrie 1923 - 29 martie 1926). El a devenit senator de drept în 1928. Săveanu a îndeplinit timp de două mandate funcția de președinte al Camerei Deputaților: din iulie 1927 până în noiembrie 1928 și din februarie 1934 până în iunie 1937.
A murit la București.
Fiul lui, Radu Săveanu, a fost căsătorit cu Ioana (născută Dumitrescu), care a avut o aventură cu prințul Nicolae începând din 1927; probabil la insistența părinților lui, Radu a obținut divorțul în anul următor.